# Leichtathletik-Weltmeisterschaften 2019/Teilnehmer (Bahamas)
| Gelbes Symbol für Goldmedaillen mit stilisierten Olympischen Ringen | Graues Symbol für Silbermedaillen mit stilisierten Olympischen Ringen | Braundes Symbol für Bronzemedaillen mit stilisierten Olympischen Ringen |
| ------------------------------------------------------------------- | --------------------------------------------------------------------- | ----------------------------------------------------------------------- |
| 1                                                                   | 1                                                                     | —                                                                       |

Der Leichtathletikverband von den Bahamas nahm an den Leichtathletik-Weltmeisterschaften 2019 in Doha teilnehmen. Zehn Athletinnen und Athleten wurden vom bahamaischen Verband nominiert. Außer Pedrya Seymour (für die 100 m Hürden der Frauen nominiert) gingen die verbleibenden neun an den Start.

## Ergebnisse

### Frauen

#### Laufdisziplinen
| Athletin            | Disziplin    | Vorlauf              | Vorlauf              | Halbfinale           | Halbfinale           | Finale               | Finale               |
| Athletin            | Disziplin    | Zeit                 | Platz                | Zeit                 | Platz                | Zeit                 | Platz                |
| ------------------- | ------------ | -------------------- | -------------------- | -------------------- | -------------------- | -------------------- | -------------------- |
| Tynia Gaither       | 100 m        | 11,24 s              | 16                   | 11,20 s              | 13                   | DNQ                  | DNQ                  |
| Tynia Gaither       | 200 m        | 22,57 s SB           | 05                   | 22,57 s SB           | 06                   | 22,90 s              | 8                    |
| Anthonique Strachan | 200 m        | 22,86 s              | 15                   | 25,44 s              | 23                   | DNQ                  | DNQ                  |
| Shaunae Miller-Uibo | 400 m        | 51,30 s              | 09                   | 49,66 s              | 01                   | 48,37 s AR           | Silber               |
| Pedrya Seymour      | 100 m Hürden | nicht auf Startliste | nicht auf Startliste | nicht auf Startliste | nicht auf Startliste | nicht auf Startliste | nicht auf Startliste |

### Männer

#### Laufdisziplinen
| Athlet          | Disziplin | Vorlauf | Vorlauf | Halbfinale | Halbfinale | Finale     | Finale |
| Athlet          | Disziplin | Zeit    | Platz   | Zeit       | Platz      | Zeit       | Platz  |
| --------------- | --------- | ------- | ------- | ---------- | ---------- | ---------- | ------ |
| Terrence Jones  | 200 m     | DSQ V   | DSQ V   | –          | –          | –          | –      |
| Steven Gardiner | 400 m     | 45,68 s | 18      | 44,13 s SB | 1          | 43,48 s NR | Gold   |
| Alonzo Russell  | 400 m     | 45,91 s | 25      | DNQ        | DNQ        | –          | –      |

#### Sprung/Wurf
| Athlet               | Disziplin  | Qualifikation | Qualifikation | Finale     | Finale |
| Athlet               | Disziplin  | Weite/Höhe    | Platz         | Weite/Höhe | Platz  |
| -------------------- | ---------- | ------------- | ------------- | ---------- | ------ |
| Donald Thomas        | Hochsprung | 2,22 m        | 19            | DNQ        | DNQ    |
| Latario Collie-Minns | Dreisprung | 16,26 m       | 28            | DNQ        | DNQ    |
| Lathone Collie-Minns | Dreisprung | 15,89 m       | 30            | DNQ        | DNQ    |